# Blauwe Nijl (staat)
Blauwe Nijl (Arabisch: النيل الأزرق, An Nīl al Azraq; Engels: Blue Nile) is een van de 18 staten van Soedan. De staat ligt in het zuidoosten van het land, tegen de buurlanden Ethiopië en Zuid-Soedan. De staat Blauwe Nijl heeft een oppervlakte van bijna 46.000 vierkante kilometer. In 2012 wonen er 800.000 mensen in de staat. De hoofdstad is Ad-Damazin. De huidige staat ontstond op 1 juli 1974. Op die datum werden de toenmalige provincies Al-Jazirah en Witte Nijl afgesplitst.

## Grenzen
De staat grenst aan twee buurlanden van Soedan:
- De regio Benishangul-Gumuz van Ethiopië in het oosten.
- De Zuid-Soedanese staat Upper Nile in het zuiden en het westen.

Verder grenst Blauwe Nijl in het noorden aan de Soedanese staat Sinnar.
Al-Jazirah · Al-Qadarif · Ash-Shamaliyah · Blauwe Nijl · Centraal-Darfoer  · Kassala · Khartoem · Noord-Darfoer · Noord-Kordofan · Oost-Darfoer · Nijl · Rode Zee · Sennar · West-Darfoer · West-Kordofan · Witte Nijl · Zuid-Darfoer · Zuid-Kordofan